# Sân bay Boundiali
Sân bay Boundiali (IATA: BXI, ICAO: DIBI) là một sân bay ở Boundiali, Bờ Biển Ngà.